# أندريه نورتون
أندريه نورتون (بالإنجليزية: Andre Norton)‏ (و. 1912 – 2005 م) هي كاتِبة، وروائية، وكاتبة خيال علمي أمريكية، ولدت في كليفلاند، أوهايو، توفيت في مورفريسبورو، عن عمر يناهز 93 عاماً.

## جوائز
حصلت على جوائز منها:
- جائزة دامون نايت التدكارية من رتبة أستاذ أعظم  [لغات أخرى]‏ (1984)
- قاعة مشاهير نساء أوهايو  [لغات أخرى]‏ (1981).

## وصلات خارجية
- أندريه نورتون على موقع IMDb (الإنجليزية)
- أندريه نورتون على موقع الموسوعة البريطانية (الإنجليزية)
- أندريه نورتون على موقع ميوزك برينز (الإنجليزية)
- أندريه نورتون على موقع إن إن دي بي (الإنجليزية)
- أندريه نورتون على موقع ديسكوغز (الإنجليزية)
- أندريه نورتون على موقع قاعدة بيانات الفيلم (الإنجليزية)

- أندريه نورتون في قاعدة بيانات الأفلام على الإنترنت